# Ferran Cabrera i Cantó

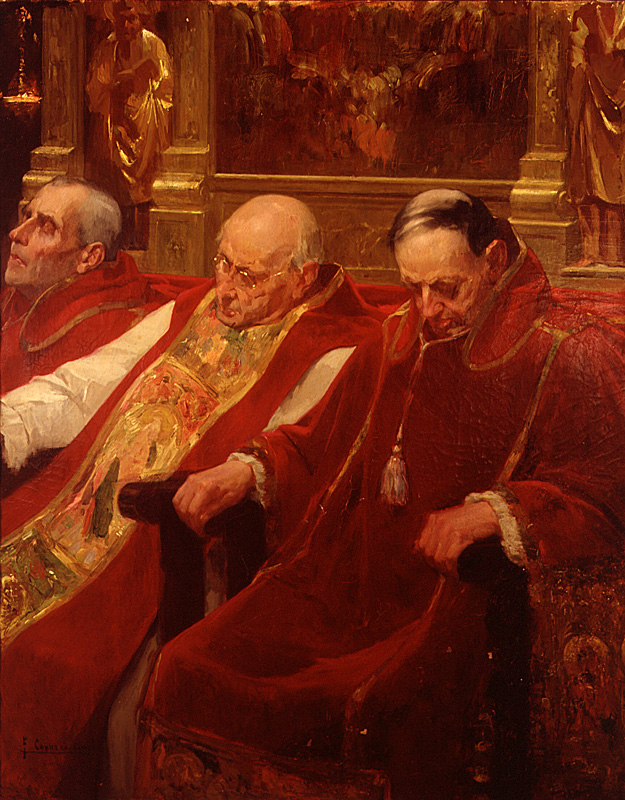
Quadre de Ferran Cabrera Cantó, titulat Sermó soporífer, Museu de Belles Arts de València.

Fernando Cabrera Cantó fou un pintor i escultor (Alcoi, 1866 – Alcoi, 1937), deixeble de Lorenzo Casanova i condeixeble de Joaquín Sorolla a Sant Carles de València. Continua els seus estudis a Madrid amb Casto Plasencia a San Fernando. Encomienda d'Isabel la Catòlica, Fill Predilecte d'Alcoi, Fill Adoptiu d'Alacant, Fill Preclar de la província.

## Obra
Va desenvolupar el seu art des d'una pintura de caràcter social, naturalista, amb "argument", en els seus començaments, fins a la recreació d'escenes de costums, de tall realista, totalment impregnades del luminisme valencià d'entre els segles XIX i XX. Sens dubte, Cabrera és també un dels millors pintors de paisatges de la seua generació i excel·lent retratista.
La Diputació Provincial d'Alacant li designa l'ajuda per a San Fernando de Madrid, i en 1891 i fins a 1893 el pensionat de Roma. En 1888 comença a pintar murals per als temples alcoians de Santa Maria, Sant Jordi, que encara es conserva, Sant Agustí i Sant Maure i Sant Francesc.
Tota la seua carrera està plena de guardons en concursos nacionals i internacionals de pintura. Algunes obres seues són Huérfanos, Naúfragos, La muerte d'un santo, Mors in Vita, Marina (dàrsena d'Alacant), Pastora italiana, Mi dulce esposa, Napolitana, Cardenal, El pan nuestro i Sermón soporífero. Obra escultòrica: el bust de Cervantes del passeig de Cervantes d'Alcoi i el Crist de l'esplanada de l'ermita de Polop.
La casa del pavo, d'estil modernista, va ser construïda entre 1908-1909 per l'arquitecte Vicente Pascual Pastor amb la col·laboració de Fernando Cabrera, que la va convertir en el seu estudi.
L'Ajuntament d'Alcoi en la seua col·lecció d'art conserva quadres de Cabrera destacant Mors in vita i Al Abismo. Per altra banda a l'església de Sant Jordi es pot admirar el mural que va fer on es representa la mort del cabdill àrab Al-Azraq (d'on prové la tradició que va donar peu a les festes de Moros i Cristians) i que van ser salvades durant la guerra gràcies a la intervenció de l'escultor alcoià Peresejo. Fa uns anys este mural va partir una restauració no falta de polèmica. Per altra banda a l'església de Sant Maure i Sant Francesc podem veure quadres de Fernando Cabrera als que els falta una bona restauració, que es trobaven en els carcanyols dels arcs de l'antic temple i que van ser arrancats de les parets abans de l'incendi del temple en la guerra civil. Posteriorment els quadros van ser mutilats per a adaptar-los als marcs en què es troben hui en dia. La temàtica és sobre la vida dels sants Maure abat i Sant Francesc de Sales.

## Premis
- Segona Medalla a l'Exposició Nacional de 1890 per Huérfanos.
- Primera medalla en l'Exposició de la Societat Econòmica d'Amics del País d'Alacant per La muerte d'un santo
- Encomienda d'Isabel la Catòlica pel seu quadre Náufragos.
- Segona Medalla a l'Exposició Nacional de 1899 per Mors in Vita.[3]
- Medalla de Bronze de la Universitat de París en 1900.
- Menció honorífica en el Saló d'Artistes Francesos de París en 1902 per ¿Necesita usted modelo?
- Medalla d'or per Al abismo a l'Exposició Nacional de 1906
- Medalla d'or en l'Exposició de San Francisco i San Diego (Califòrnia) el 1918 per el santo del abuelo.